# Zdrójno (województwo pomorskie)
Zdrójno – wieś pogranicza borowiacko-kociewskiego w Polsce położona w województwie pomorskim, w powiecie starogardzkim, w gminie Osieczna w kompleksie leśnym Borów Tucholskich.
W latach 1975-1998 miejscowość administracyjnie należała do województwa gdańskiego.